# Aplicació contractiva
Dins l'anàlisi matemàtica, una contracció, funció o aplicació contractiva entre dos espais mètrics (X, dX) i (Y, dY) és una funció o aplicació f de X en Y, per a la qual hi ha un nombre real positiu k inferior a 1 tal que, per qualssevol elements u i v de X,
dY(f(u), f(v)) ≤ k dX(u, v).
És a dir, les funcions contractives són les funcions lipschitzianes la constant de Lipschitz de les quals és menor que 1.
El valor més petit de k pel qual es compleix la condició anterior s'anomena constant de Lipschitz de f. Si la condició anterior se satisfà per k ≤ 1 (notem que k pot ser igual a 1), llavors hom diu que l'aplicació és no expansiva.
Tota aplicació contractiva és una funció de Lipschitz i, per tant, uniformement contínua (per a una funció contínua Lipschitz, la constant k ja no ha de ser necessàriament més petita que 1).
Una aplicació contractiva té, com a màxim, un punt fix. Addicionalment, el teorema del punt fix de Banach afirma que tota aplicació contractiva sobre un espai mètric complet no buit té un únic punt fix, i que per a qualsevol x de M, la successió de funcions iterades x, f (x), f (f (x)), f (f (f (x))), ... convergeix al punt fix. Aquest concepte és força útil a l'hora de demostrar l'existència de solucions d'equacions diferencials ordinàries, i s'utilitza en una demostració del teorema de la funció inversa.

## Aplicació firmement no expansiva
Una aplicació no expansiva amb {\displaystyle k=1} es pot reforçar cap a una aplicació firmement no expansiva sobre un espai de Hilbert H si se satisfà la següent condició per a qualssevol x i y de H:
{\displaystyle \|f(x)-f(y)\|^{2}\leq \,\langle x-y,f(x)-f(y)\rangle .}
on
{\displaystyle d(x,y)=\|x-y\|}
Aquest és un cas especial dels operadors no expansius de mitjana {\displaystyle \alpha } amb {\displaystyle \alpha =1/2}. Una aplicació firmement no expansiva sempre és no expansiva, a conseqüència de la desigualtat de Cauchy-Schwarz.

## Aplicació subcontractiva
Una aplicació subcontractiva o un subcontractor és una aplicació f sobre un espai mètric (M,d) tal que
{\displaystyle d(f(x),f(y))\leq d(x,y)\ ;}
{\displaystyle d(f(f(x)),f(x))<d(f(x),x)\quad {\text{excepte}}\quad x=f(x)\ .}
Si la imatge d'un subcontractor f és compacta, llavors f té un punt fix.